# Evaristo de Macedo Filho
Evaristo de Macedo Filho va ser un futbolista brasiler dels anys 1950 i 1960.

## Biografia
Va néixer a Rio de Janeiro, Brasil, el 22 de març de 1933. Destacà com a davanter a la selecció de futbol del Brasil, amb la qual jugà 14 cops marcant 8 gols, i a clubs com el Flamengo, on jugà 6 temporades, o al FC Barcelona (cinc temporades). Al Barça fou autor del gol que serví per eliminar per primer cop a la història al Reial Madrid de la Copa d'Europa. Fou el 23 de novembre de 1960 i el Barça guanyà per 2 a 1 amb el segon gol marcat per Evaristo de cap i en planxa, imatge que fou immortalitzada per la premsa gràfica. Va jugar com a titular la final de la Copa d'Europa de 1961, que el Barça va perdre contra el Benfica per 2 a 3 al Wankdorf Stadium de Berna, la primera final de la Copa d'Europa que jugava el Barça.
Amb el Brasil és l'únic jugador capaç de marcar 5 gols en un únic partit. Després de la seva etapa blau-grana, Evaristo fitxà pel Reial Madrid durant dues temporades, abans de retornar al seu país d'origen.
Un cop retirat com a futbolista inicià una ben llarga etapa com a entrenador, de més de 25 anys. Al seu país ha dirigit equips com Flamengo, Vasco da Gama, Bahia, Grêmio, Corinthians, Santa Cruz, Vitória, Atlético Paranaense o Cruzeiro. També ha estat seleccionador brasiler i de la selecció d'Iraq (amb la qual participà en la Copa del Món de 1986).

## Trajectòria esportiva

### Com a jugador
- 1950-1952: Madureira EC
- 1953-1957: Flamengo
- 1957-1962: FC Barcelona
- 1962-1964: Reial Madrid
- 1965-1967: Flamengo

### Com a entrenador
- 1970-71: Bahia
- 1972: Santa Cruz
- 1973: Bahia
- 1975: Santa Cruz
- 1977-80: Santa Cruz
- 1985: América-RJ
- 1985: Selecció de futbol del Brasil
- 1985-86: Selecció de futbol d'Iraq
- 1988-89: Bahia
- 1990: Grêmio
- 1991-92: Cruzeiro
- 1992: Selecció de futbol de Qatar
- 1993-95: Flamengo
- 1996: Atlético-PR
- 1997: Grêmio
- 1997: Vitória
- 1998: Bahia
- 1998: Flamengo
- 1999: SC Corinthians
- 2001: Bahia
- 2002: Vasco da Gama
- 2002-03: Flamengo
- 2003: Bahia
- 2003-04: Vitória
- 2005-06: Atlético-PR
- 2007: Santa Cruz

## Palmarès

### Com a jugador
- 4 Campionat carioca: 1953, 1954, 1955, 1965
- 4 Lliga espanyola de futbol: 1959, 1960, 1963, 1964
- 1 Copa del Rei de futbol: 1959
- 1 Copa de Fires: 1960

### Com a entrenador
- Campionat brasiler de futbol: 1988
- Copa do Brasil: 1997
- Campionat gaúcho: 1990
- Campionat baiano: 1970,1971,1973,1988,1998,2001
- Campionat pernambucano: 1972, 1978, 1979, 1980
- Copa del Golf Pèrsic: 1992
- Campeonato do Nordeste: 2001